# Јонин саркофаг
Јонин саркофаг је камени саркофаг с хришћанским обележјима који потиче с краја III и почетка IV века. Пронађен је у Београду, на Дорћолу 1885. године на месту где се налазила римска некропола. Значајан је као археолошки доказ присуства хришћанства на простору Београда и често се назива „Београдским светим каменом“.
Данас се налази у Великом барутном магацину у доњем граду Београдске тврђаве.
На саркофагу су уклесани хришћански симболи, као и хришћанска сцена из Старог завета, из живота пророка Јоне и приказ Христа Спаситеља као Доброг пастира, који је симбол пролазности земаљског и вечности небеског живота. Та метафора често је употребљавана у историји, као симбол Христа који на раменима носи јагње.
Димензије саркофага су 218 x 116 x 28 cm. Израђен је од шупљикавог кречњака. Основа је правоугаоног облика, а поклопац је на две воде и зарављен је на врху, са акротеријама на угловима и једном правоугаоном на средини.